# Лутков, Александр Николаевич
Александр Николаевич Лутко́в (1901 — 1970) — советский генетик и селекционер, ученик Г. Д. Карпеченко и Н. И. Вавилова.

## Биография
Родился 7 декабря 1901 года в Могилёве (ныне — Беларусь) в семье служащего, где прошло его детство и юность. В Могилёве он также закончил местную гимназию и решил пробовать свои силы на поступление в МСХА, для этого он решил переехать в Москву и ему удалось поступить в МСХА в 1920 году, а в 1925 году её окончить. В 1925 году его дипломная работа попала в руки к Н. И. Вавилову и тот пригласил Александра Луткова на работу в ВИР. Также в ВИР перешёл и Г. Д. Карпеченко, которого с Александром Лутковым связывала не только научная работа, ну и крепкая дружба, которая была прервана неожиданным арестом Г. Д. Карпеченко и отправлением его в тюрьму.
Г. Д. Карпеченко был расстрелян 28 июля 1941 годна полигоне Коммунарка в г. Москве и Александр Николаевич Лутков глубоко переживал трагический уход из жизни своего коллеги и лучшего друга. Тем временем в СССР начались массовые гонения на генетику и генетиков, Н. И. Вавилова и Г. Д. Карпеченко арестовали, а Александра Николаевича принудительно уволили из ВИРа.
В годы Великой Отечественной войны был заведующим медицинской лабораторией при военном госпитале. В 1943 году он был демобилизован.
В 1943 — 1955 годах работал во Всесоюзном научно-исследовательском институте эфиромасличной промышленности. В 1955 году он переехал в Ленинград на работу в Ботанический институт АН СССР, а с 1958 года перешёл на работу в Институт цитологии и генетики СО АН СССР в Новосибирске.
Умер 17 августа 1970 года в Новосибирске.

## Научные работы
Основные научные работы посвящены разработке проблем мутационной изменчивости и экспериментального формообразования у растений в связи с ауто и аллополиполоидией и изучение путей использования полиплоидии в селекции.
- Руководил работами по выведению лучших отечественных полиплоидных гибридов сахарной свёклы.
- Создал три высокопродуктивных сорта мяты.

## Награды и премии
- орден Трудового Красного Знамени (1966).
- три Золотые медали ВДНХ.